# Памятник патриарху Иосифу Слипому (Тернополь)
Памятник патриарху Иосифу Слипому (укр. Пам'ятник патріарху Йосифу Сліпому) — монумент, посвященный Митрополиту Галицкому — предстоятелю Украинской грекокатолической Церкви и архиепископу Львовскому Иосифу Слипому, установленный в городе Тернополь в 2004 году.

## Описание
Памятник расположен у Собора Непорочного Зачатия Пресвятой Богородицы на улице Гетмана Сагайдачного.
В центре подножия памятника выбита надпись:
Патриарх Иосиф Слипый
С правой стороны памятника на фасаде собора установлена информационная таблица с текстом об установке, авторов и жертвователей.
Скульптор — Роман Вильгушинский, архитектор — Анатолий Водопьян. Строительство монумента: руководитель — Владимир Малко.

## История
17 февраля 2002 года после Святой Литургии в кафедральном соборе освящен камень на месте будущего памятника.
Председатель оргкомитета по установке памятника Вадим Перец. Жертвователи: владыка Василий (Семенюк), о. Андрей (Говера), о. Андрей Романков, о. Ярослав Табака, о. Владимир Кучер, Назарий Стукало, Богдан Левков, МП «Каритас», Петр Ландяк, Вадим Перец, Роман Брик, Игорь Гирило, Анатолий Жукинский, Владимир Кашицкий и другие.
Памятник открыт и освящен 27 августа 2004 года года Блаженнейшим кардиналом Любомиром Гузаром при служении Архиерея Тернопольско-Зборовской епархии УГКЦ Михаила Сабрига и епископа-помощника Василия (Семенюка).
На торжественном мероприятии присутствовали глава Тернополя Богдан Левков, председатель Тернопольской областной администрации Михаил Цимбалюк, депутат городского совета Вадим Перец.
Монумент установлен по случаю 110-летия со дня рождения Патриарха.